# 菲律賓狹瓣苔
菲律宾狭瓣苔（學名：Gottschea philippinensis）是苔綱葉苔目歧舌苔科狭瓣苔屬之下的一個物種。在2007年之前，本物種被認為是大歧舌苔的亞種；其後獨立成單一物種。

## 分佈
見於琉球群島、蘇門答臘島、爪哇島、菲律賓、新畿內亞、婆羅洲、西里伯斯、安汶岛、印度南部、斯里蘭卡，生長於樹幹或森林的地面。